# Cantó de Longny-au-Perche
El cantó de Longny-au-Perche és un cantó francès del departament de l'Orne, situat al districte de Mortagne-au-Perche. Té 13 municipis i el cap es Longny-au-Perche.

## Municipis
- Bizou
- L'Hôme-Chamondot
- La Lande-sur-Eure
- Longny-au-Perche
- Le Mage
- Malétable
- Marchainville
- Les Menus
- Monceaux-au-Perche
- Moulicent
- Neuilly-sur-Eure
- Le Pas-Saint-l'Homer
- Saint-Victor-de-Réno

## Història
| Data d'elecció                           | Identitat       | Partit        | Qualitat |
| ---------------------------------------- | --------------- | ------------- | -------- |
| 1949-1961                                | M. Gilbon       | Divers droite |          |
| 1961-1979                                | André Mandonnet | Divers droite |          |
| 1979-1985                                | M. Bruguière    | RPR           |          |
| 1985-                                    | Jackie Legault  | Divers droite |          |
| les dades anteriors no són pas conegudes |                 |               |          |
|                                          |                 |               |          |

## Demografia
| A partir de 1990: Població sense dobles comptes |